# ネイトロボティクス
ネイトロボティクス (Neato Robotics) は、カリフォルニア州サンノゼに本社を置くロボット家電メーカー。
スタンフォード大学の起業家支援プログラムによって、2005年に設立され、2010年にNeato XVシリーズとしてロボット掃除機を製品化した。
社員数は約65名。
ロボット設計は本社カリフォルニア、製造は中国にて行われている。
2017年9月、ドイツに本拠地を置くフォアベルク社により買収されるが、以後も独立業務部門として運営されている。
社名の「Neato」の読みは「ニート」であるが、日本ではこの語に良いイメージがないことから、2014年5月に設立した日本現地法人は「ネイトロボティクス」と名付けられた。

## 製品概要
ネイトは、レーザーレンジファインダー(laser range finder )が周囲360度を常にスキャンし、SLAMと呼ばれるレーザーナビゲーション技術で室内のマッピング（地図化）を行いながら、直線的なパターンで効率的に走行する。
掃除の途中で電源が無くなった場合は、自ら充電台に戻り充電後には途中の掃除場所に戻り再開する自動再開機能や、階段等の段差をセンサーによって検知し避ける落下防止機能を全機種に搭載している。